# Claude de Sainctes
Claude de Sainctes, Sanctesius en latin, né en 1525 dans le Perche et mort à Crèvecœur-en-Auge en 1591, est un controversiste catholique français.

## Biographie
En 1536, de Sainctes fut reçu, à l’âge de 11 ans, chanoine régulier dans l’abbaye de Chéron-lès-Chartres et y fit profession en 1540. Ne voulant pas demeurer oisif dans l’obscurité de ce monastère, il le quitta pour venir à Paris, où le cardinal de Lorraine le plaça au collège de Navarre. Il y fit ses humanités, sa philosophie et sa théologie et fut reçu docteur de Sorbonne en théologie en 1555. Il attaqua avec véhémence les disciples de Calvin, et s’acquit, tant par ses écrits que par ses sermons, et par ses disputes contre les calvinistes, une très grande réputation de controversiste.
Il entra ensuite dans la maison du cardinal son bienfaiteur, qui l’employa, en raison de l’érudition de ses premières œuvres et de son aptitude à la controverse, au colloque de Poissy qui s’est tenu entre catholiques et huguenots en 1561, et auquel Théodore de Bèze et Diego Lainez se tenaient. Le cardinal le fit également déléguer par le roi Charles IX, avec onze autres docteurs, au concile de Trente pour représenter l’Université de Paris. C’est lui et Simon Vigor, depuis archevêque de Narbonne, qui disputèrent contre deux ministres calvinistes chez le duc de Nevers, en 1566. Leur triomphe fut complet, et de Sainctes fit imprimer, deux ans après, les Actes de cette conférence.
À son retour, il a publié un écrit contre la spoliation des églises catholiques par les huguenots accompagné d’une vigoureuse déclaration contre les doctrines de Calvin et de Bèze, qui répondirent et s'attirèrent une nouvelle attaque de Sainctes. Ses écrits, ses sermons et son zèle contre les calvinistes lui valurent d'être promu à l'évêché d'Évreux en 1575. L'année suivante, il assista aux États de Blois et au concile de Rouen en 1581. 
Très zélé dans ses efforts pour convertir les protestants, il embrassa le parti de la Ligue, et son zèle pour ce parti le jeta dans des travers : il souleva son diocèse contre l’autorité royale, et vendit ses biens pour salarier les factieux. Les troupes royales prirent possession d’Évreux et l’évêque fut contraint de fuir et les gens du roi trouvèrent parmi ses papiers un écrit, où il justifiait l’assassinat du roi Henri III, et incitait à commettre le même attentat sur la personne du roi de Navarre. Henri IV l’ayant fait arrêter à Louviers, il fut conduit prisonnier à Caen, devant le parlement de Normandie, qui le condamna à mort comme coupable de haute trahison pour avoir approuvé l’assassinat d'Henri III, enseigné qu’on pouvait tuer son successeur et avoir excité les populations à la révolte pendant les guerres de la Ligue. Mais le cardinal de Bourbon et quelques autres prélats ayant intercédé en sa faveur,  le roi commua sa peine en emprisonnement à perpétuité. Condamné à demeurer le reste de ses jours emprisonné au château-fort de Crèvecœur, au diocèse de Lisieux, il y mourut, dit-on, empoisonné. Ce savant théologien, qui avait rendu de grands services à l’Église, fut lui-même cause de sa perte, en soutenant un mauvais parti avec opiniâtreté.

## Production intellectuelle
On a un grand nombre d’ouvrages de de Sainctes, qui avait beaucoup de savoir et d’érudition et écrivait très bien en latin, quoique d’un style assez diffus. Le plus considérable et le plus rare est son grand Traité de l’Eucharistie, plein d’érudition, et qui irrita particulièrement les ministres huguenots contre lui. Divisé en dix parties, ce traité traite dans les six premières, de l’institution de la Cène ; y prouvant la réalité du corps et du sang de Jésus-Christ dans l’Eucharistie, par l’Écriture, et par les Saints Pères, et répondant aux arguments sur lesquels les calvinistes voulaient établir leur manducation spirituelle. Les deux livres suivants traitent de la transsubstantiation ; le neuvième, de l’Adoration ; et le dernier, de la Communion sous une Espèce. Cet ouvrage, qui était le plus exact et le plus ample traité encore jamais fait sur cette matière, compose un gros volume, en latin, in folio, imprimé à Paris en 1575. Cet excellent traité n’a pas peu servi à ceux qui ont traité cette matière depuis lui.
De Sainctes avait publié quelques années auparavant en 1566 un livre intitulé Examen de la doctrine de Calvin et de Beze touchant la Cène, auquel Théodore de Bèze opposa un écrit intitulé Examen de la Doctrine Sorbonique sur la Cène. Quelque temps après, parurent deux Réponses à l'Examen de Claude de Sainctes ; l’un de Bèze, et l’autre de Chandieu. De Sainctes fit l'année suivante, 1567, une Réponse à l'apologie de Bèze, où il y a beaucoup de personnel.
Il avait aussi publié en 1561, pour prouver que les princes ne devaient pas tolérer les hérétiques, un écrit intitulé Commentaire sur les édits des anciens princes, touchant la tolérance des sectes dans la religion chrétienne ; ou méthode que les premiers empereurs catholiques ont gardée contre les sectes.
On a encore de lui : Liturgiæ Jacobi apostoli, Basilii Magni, Joannis Chrysostomi, etc., Anvers, chez Plantin, 1560, in-8°, et la même année à Paris, in-fol. ; ouvrage rare, en grec et en latin, où il a inséré quelques chapitres de sa composition, et recherché à cause des choses curieuses et importantes qu’il contient touchant la messe ; on le joint ordinairement à la Missa latina antiqua, de Matthias Flacius.
Autre ouvrage important : Déclaration d’anciens athéismes de la doctrine de Calvin et de Bèze contre les premiers fondements de la chrétienté, Paris, 1567, in-8°, rare. Dans cet ouvrage est compris quasi tout l’examen de tout le premier livre, et d’une partie du troisième de l’Institution de Calvin, et douze articles de la Confession présentée au Roi à Poissy. Voici les titres des matières : 1. de la Toute-puissance de Dieu. 2. des Écritures saintes et autres fondements du Christianisme. 3. des Traditions Apostoliques. 4. des inspirations du Saint Esprit. 5. des Livres Canoniques. 6. des erreurs de Calvin contre la Trinité. 7. de l’Essence du Fils de Dieu. 8. de l’invocation de la Trinité. 9. de l’erreur des Trinitaires de notre temps. 10. que Dieu n’est point auteur du péché. 11. de la fatale nécessité. 12. de la Prescience. 13. de la Providence. 14. de la Prédestination et réprobation, à Paris en 1568 et 1572.